# 中村山城 (紀伊国)
中村山城（なかむらやまじょう）は、紀伊国牟婁郡（現在の三重県尾鷲市）にあった日本の城（平山城）。尾鷲市中心部に位置する標高約50m、比高差約40mの中村山丘陵全体に築かれた平山城。この地域一帯を治めていた仲氏の本拠の城である。

## 歴史・沿革

### 戦国時代
戦国時代に仲新八郎が築城した。仲新八郎は伊勢国司北畠氏の一族の末裔とも甲斐武田氏の浪人の子孫とも諸説あるが詳細は不明。
天正10年（1582年） 堀内氏善が紀伊国北部に侵攻し、その際尾鷲にも攻め寄せた。城の守備に従事したのは仲新八郎を中心とした世古氏・北村氏・荘司氏・田所別当氏・林氏の6人衆で、この城を拠点に現在の尾鷲市内にある山ノ神砦、関山砦に布陣した。中村山城に篭城をして奮戦したが、ついに支えきれず荘司氏が堀内氏善と和を講じて降伏した。

### 現在
現在は城跡全体が中村山公園として整備されており、当時の名残はほとんど残っていない。
なお、中村山公園は桜の名所としても知られている。本丸跡地に招魂祭相撲大会の際に使用される土俵があり、二の丸跡には尾鷲市立天文科学館が置かれている。唯一、櫓台には中村山城が存在したことを示す碑が建てられているが、長年の風化の影響でほとんど何が書かれているのか読めない状態となっている。

## 関連画像

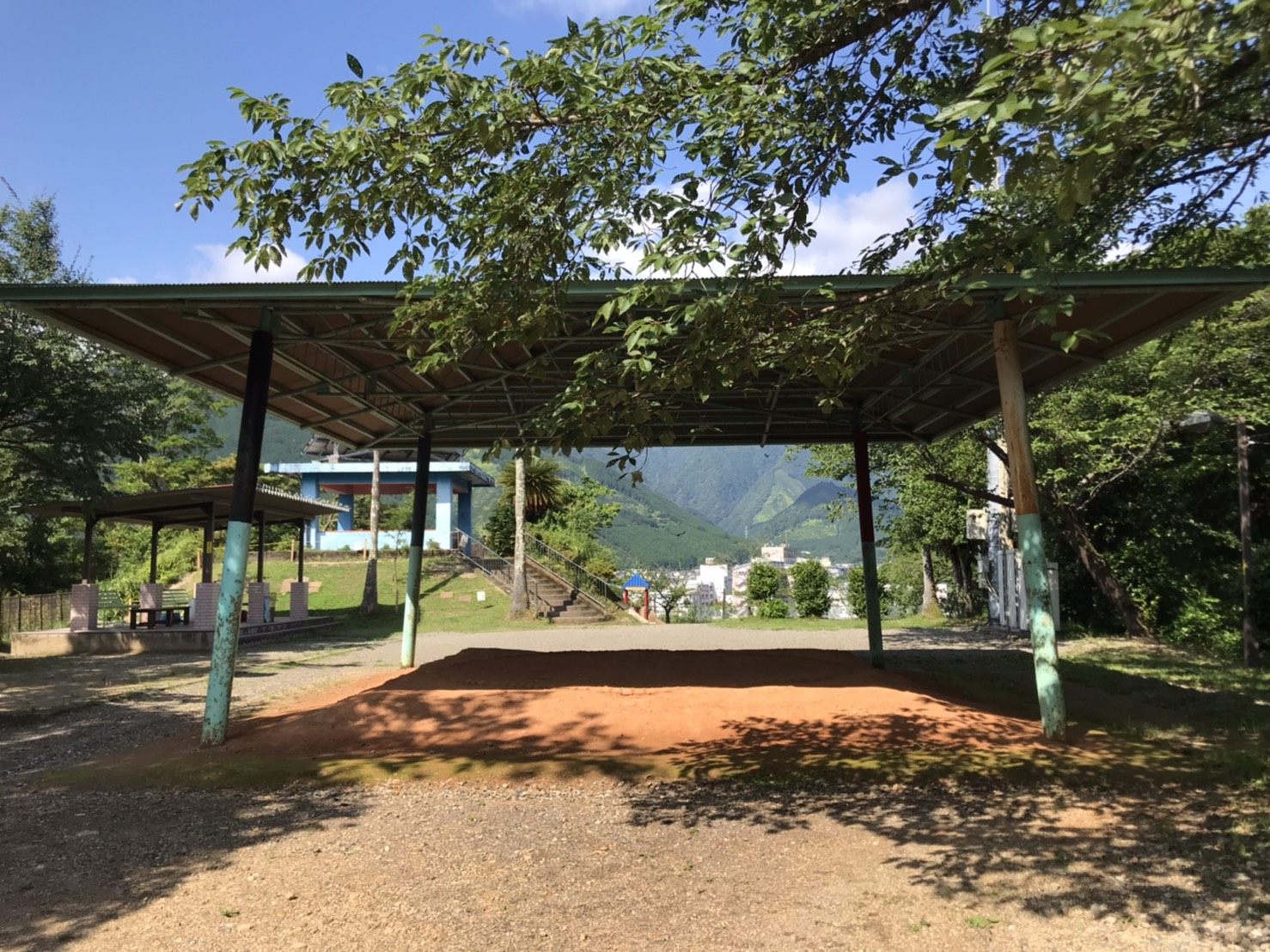
本丸
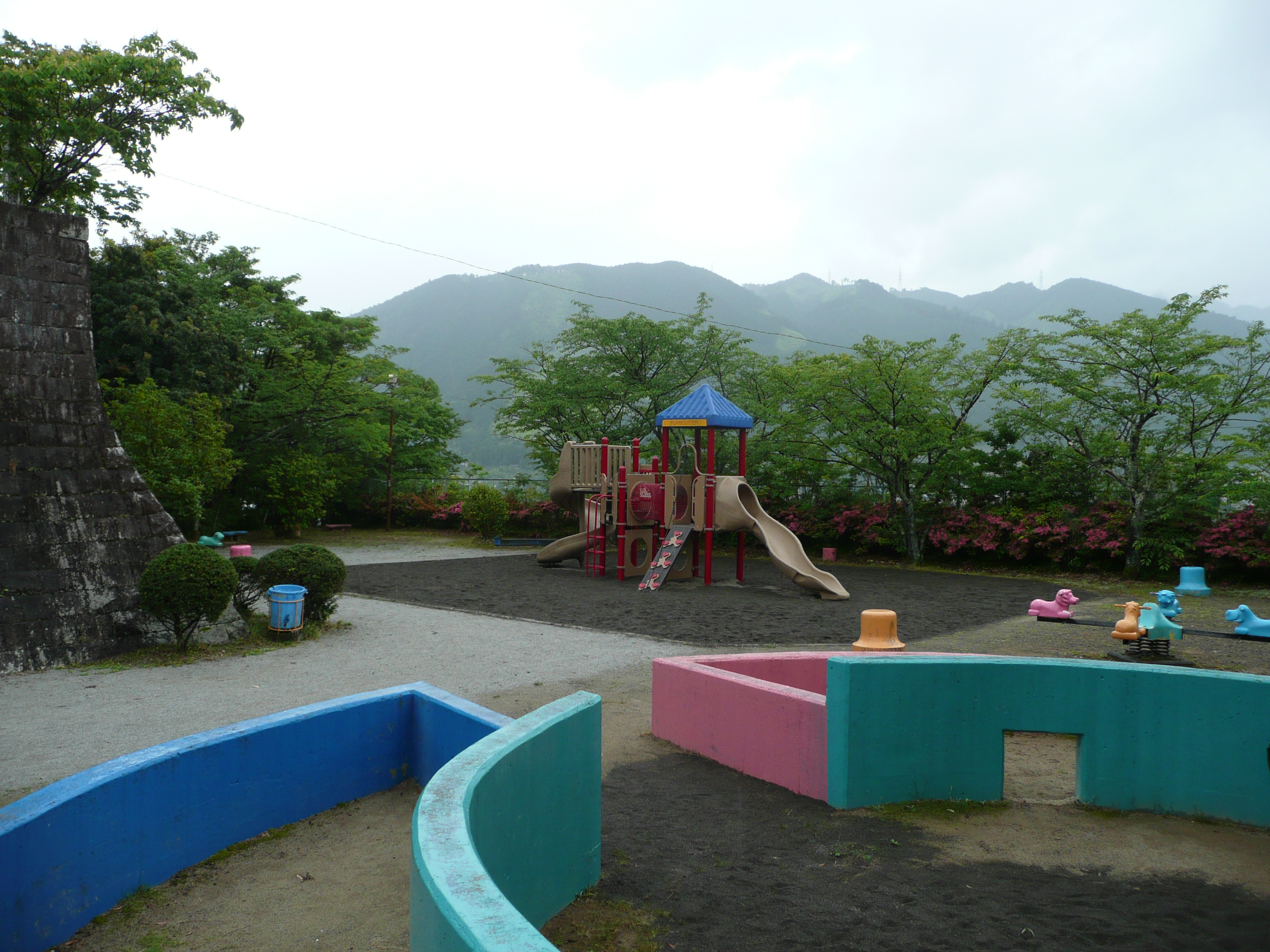
三の丸
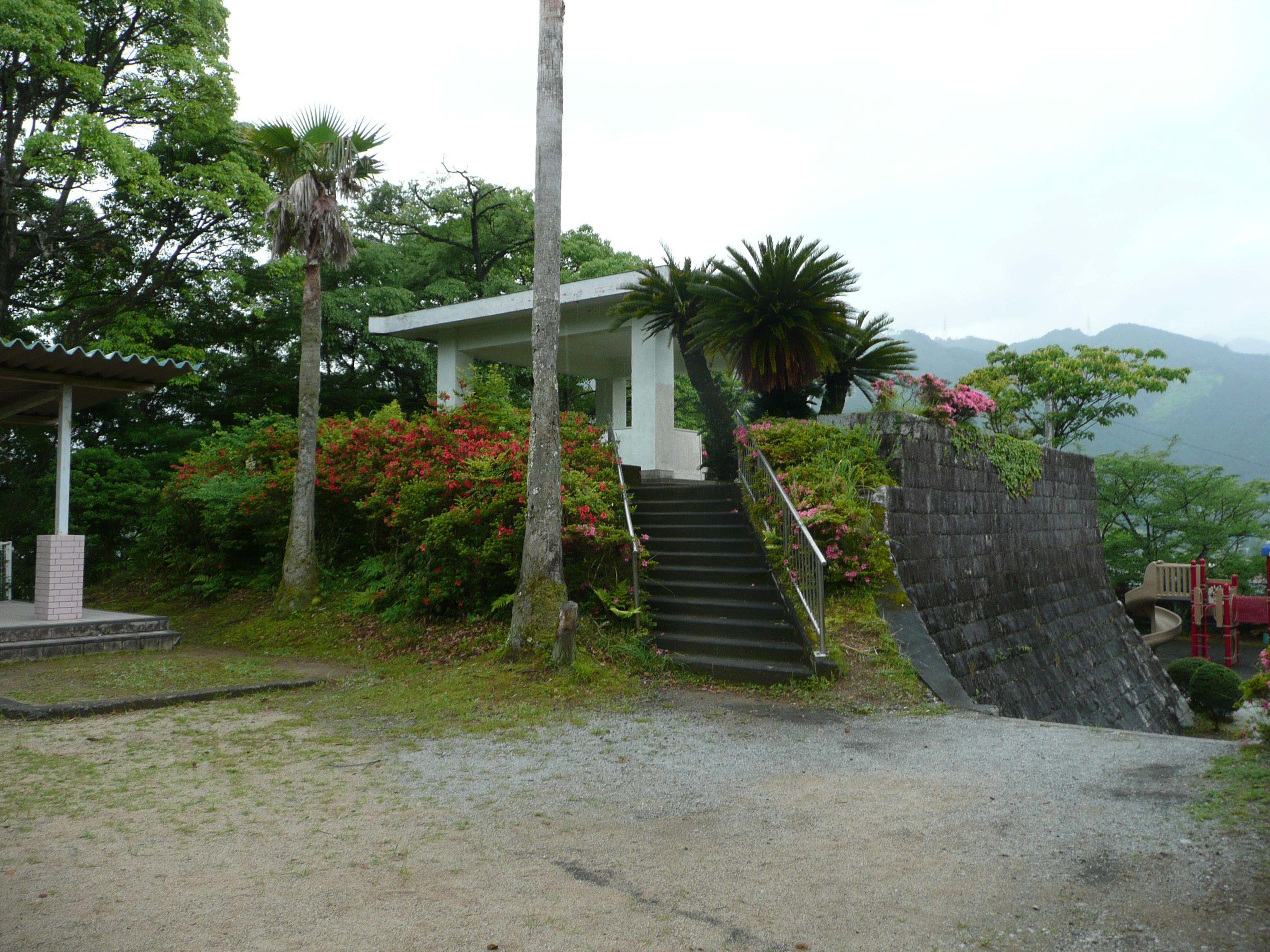
櫓台

## 所在地
三重県尾鷲市中村町字中村山

## 交通アクセス
- 紀勢本線（JR東海）尾鷲駅より徒歩約10分
- ふれあいバス 尾鷲市役所前バス停下車 東へ徒歩約3分